# Fabius Gross
Fabius Gross (* 5. August 1906 in Krosno; 18. Juni 1950 in Edinburgh) war ein österreichischer Meeresbiologe.

## Leben und Tätigkeit

### Ausbildung und frühe Laufbahn
Nach dem Besuch der Volksschule in Krosno und der Bundes-Realschule in Wien, an der er im Juni 1923 das Reifezeugnis erwarb, studierte Gross zwei Semester an der Philosophischen Fakultät der Universität Wien. Er legte die Ergänzungsprüfung in Latein und philosophischer Propädeutik ab. Anschließend studierte er von 1925 bis 1929 Zoologie, Botanik und Philosophie an derselben Universität. Zu seinen Lehrern gehörten Hans Leo Przibram, Fritz von Wettstein und Jan Versluys.
Im Jahr 1929 legte Gross seine Dissertation vor. Diese befasste sich mit der Schwimmbewegung der Cladocera (einer Flohart), die er unter Zuhilfenahme von Zeitlupenaufnahmen von Abläufen auf mikroskopischer Ebene untersucht hatte. Sie wurde von Otto Storch betreut und erhielt das Prädikat summa cum laude. Zu dieser Zeit unterstützte er Storch auch bei dessen Studien zur Biologie der Libelle.
Ab April 1929 war Gross am Kaiser-Wilhelm-Institut für Biologie in Berlin beschäftigt: zuerst als Stipendiat der Notgemeinschaft der deutschen Wissenschaft, später als Assistent in der Abteilung von Max Hartmann. In der nächsten Zeit betrieb er Forschungen zu niederen Seewassertieren, wobei er sich auf die Variabilität und Zytologie von Artemia (einer Krebsart) und die Untersuchung der haplo-genotypischen Sexualität von Noctiluca (Geißeltierchen, die das Meeresleuchten bewirken), die er selbst entdeckt hatte, spezialisierte.

### Laufbahn nach der Emigration nach Großbritannien (1933 bis 1950)
Im Gefolge des Machtantritts der Nationalsozialisten wurde Gross aufgrund seiner jüdischen Abstammung – und trotz der Fürsprache seiner Vorgesetzten – gemäß den Bestimmungen des Berufsbeamtengesetzes zum 30. September 1933 aus dem Dienst des Kaiser-Wilhelm-Instituts entlassen.
Im Herbst 1933 emigrierte Gross nach Großbritannien. Dank eines Stipendiums des Academic Assistance Council (und mit zusätzlicher Unterstützung aus Mitteln des Jacobsson Fund) wurde er dort zunächst am King’s College in London angestellt, wo er im Institut von Julian Huxley beschäftigt wurde. Im September wechselte er an das Marine Biological Laboratory in Plymouth, wo er der Assistent von Edgar Johnson Allen (1866–1942) wurde. Einen Namen machte er sich zu dieser Zeit mit einer gut aufgenommenen Monographie über die beweglichen und schwebenden Meeresdiatomeen.
1937 erhielt Gross eine Stelle als Lecturerer (Dozent) für experimentelle Zoologie an der University of Edinburgh.
Nach dem Ausbruch des Zweiten Weltkriegs wurde Gross im Mai 1940 als Enemy Alien zuerst in Donaltson Hospital, später in Huyton und im Central Promenade Camp auf der Isle of Man interniert. In letzteren beiden Camps nahm er die Rolle des Deputy Camp Speakers an und vertrat die Anliegen der Internierten. Aufgrund der Fürsprache der Society for the Protection of Science and Learning wurde er im Oktober 1940 wieder auf freien Fuß gesetzt, konnte nach Schottland zurückkehren und seine Arbeit an der Universität fortsetzen.
In Deutschland wurde Gross derweil von den nationalsozialistischen Repressionsorganen als Staatsfeind eingestuft und vom Reichssicherheitshauptamt im Frühjahr 1940 auf die sogenannte Sonderfahndungsliste G.B. gesetzt, ein Verzeichnis von Personen, die im Falle einer erfolgreichen Invasion und Besetzung der britischen Insel durch die deutsche Wehrmacht automatisch und vorrangig von Sonderkommandos der SS ausfindig gemacht und verhaftet werden sollten.
In den ersten Jahren nach dem Krieg widmete Gross sich – veranlasst durch die Lebensmittelknapptheit dieser Zeit – der Aufgabe, die Reproduktionsrate von Fischen in schottischen Lochs zu steigern, um so eine Erhöhung der abfischbaren Bestände herbeizuführen. Er hatte auf diesem Gebiet schließlich Erfolg, indem er inorganischen Chemiedünger (Superphosphat, Sodiumnitrat und Ammoniumsulphat) in den betreffenden Gewässern verbreitete: Mit dieser Methode konnte er die Fischbestände in den betreffenden Lochs in kalkulierbarer Weise erhöhen und so in zuverlässiger Weise einen größeren Nachschub an essbarem Fisch generieren.
Im November 1947 wurde Gross von seinem alten Mentor Max Hartmann als Leiter der Fischereiabteilung in dem damals im Aufbau befindlichen Kaiser-Wilhelm-Institut für Meeresbiologie in Wilhelmshaven vorgeschlagen. Die Berufung kam zwar letztlich nicht zustande, im Juli 1948 wurde er aber zum Auswärtigen Wissenschaftlichen Mitglied des Instituts und somit zugleich zum Mitglied der Max-Planck-Gesellschaft ernannt.
Am 7. März 1949 wurde er zum Fellow der Royal Society of Edinburgh gewählt. Im Oktober 1949 wurde Gross zum Leiter der sich damals im Aufbau befindlichen Marine Biological Station der University of Wales an der walisischen Küste bei Bangor ernannt. Bald danach erkrankte er an Leukämie, an der er im Jahr 1950 verstarb. Sein Nachfolger als Leiter der meeresbiologischen Forschungsstation in Bangor wurde Dennis Crisp.
Am 19. Juni wurde er nach jüdischem Ritus begraben.

## Familie
1932 heiratete Gross seine Frau Grete. Aus der Ehe gingen zwei Söhne (* 1933 und 1936) hervor.

## Schriften
- Analyse der Schwimmbewegung einiger Cladoceren auf Grund von Mikro-Zeitlupenaufnahmen, 1929.
- Untersuchungen über die Polyploidie und die Variabilität bei Artemia salina, in: Naturwissenschaften. 20, S. 962–967
- Odonata (Pseudoneuroptera): Libellen, 1930.
- The Life History of Some Marine Plankton Diatoms, 1937.
- Large-scale Plankton Cultures, 1939. (zusammen mit Hans Pettersson und Friedrich Koczy)
- Food Production by Fish and Oyster Farming, in: Nature, Bd. 148, 1941, S. 71.
- Photometric Measurements of the Growth of Phytoplakton, 1946. (zusammen mit Friedrich F. Koczy)
- Investigations on Marine Plankton and Fish Culture, 1947.
- A Fish Cultivation Experiment in the Arm of Sea-loch, 1950.